# ببر جنوب الصين
ببر جنوب الصين أو الببر الصيني أو ببر أموي أو ببر شيامن هو جُمهرة من نويعة ببر البر الرئيسي الآسيوي، وموئله الأصلي يقعُ في جنوبي الصين. قطنت الجمهرة بشكل رئيسي مقاطعات فوجيان، غوانغدونغ، خونان وجيانغشي في جنوبي الصين. وقد أُدرج على إنه مهدد بالإنقراض بشدة في القائمة الحمراء للأنواع المهددة بالانقراض منذ سنة 1996 وربما انقرض في البرية حيث لم يُسجل أي فرد بري منذ أواخر ثمانينات القرن العشرين. وفي أواخر التسعينات من القرن العشرين، كان بقائها ناجيةً أمراً غير محتمل بسبب انخفاض كثافة الفرائس، وتدمير البيئة وتجزئتها على نطاق واسع، والضغوط البشرية الأخرى. في تجارة الفراء كان يطلق عليه «ببر أموي».

## التصنيف
الاسم العلمي Felis tigris var. amoyensis اقترحه ماكس هيلتسهايمر -سنة 1905- الذي وصف خمس جماجم ببور من هانكو في جنوبي الصين والتي اختلفت قليلاً في الشكل عن جماجم الببر البنغالي.
أظهرت التحاليل والفُحوصات المُجراة على جماجم بُبُور جنوب الصين إنَّها تختلف شكلًا عن جماجم بقيَّة الجمهرات من المناطق الأُخرى. لِهذا، تُعدُّ بُبُور جنوب الصين جُمهرةً قديمة باقيةً من جمهرات الببر الأصل (السلف الذي تحدرت منه النُويعات والجمهرات المُعاصرة). أظهرت إحدى الدراسات الجُغرافيَّة العرقيَّة إنَّ الصين الجنوبيَّة أو شمال الهند الصينيَّة كانت -على الأغلب- مركز المنطقة التي تفرَّعت منها نُويعات وجُمهرات البُبُور خلال العصر الحديث الأقرب (الپليستوسيني).
في سنة 2017، جعلت فرقة تصنيف السنوريَّات التابعة لمجموعة اختصاصيي السنوريَّات جميع جُمهرات بُبُور البر الرئيسي ضمن نُويعةٍ واحدةٍ (ببر البر الرئيسي الآسيوي). ومع ذلك، أيدت دراسة وراثية نُشرت في سنة 2018، وُجُود ستة أفرع حيويَّة أُحاديَّة النمط الخلوي، مع تميَّز ببر جنوب الصين عن غيره من جُمهرات البر الرئيسي الآسيوي، ممَّا يؤيد المفهوم التقليدي أنَّ النُويعات قد يصل عددها إلى ستة.

## الوصف

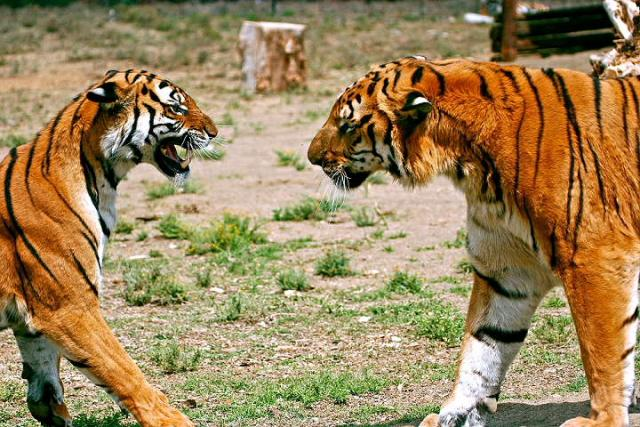
ببران جنوب صينيان ذكر وأنثى

في سنة 1905 وصف هيلتسماير ببر جنوب الصين أول مرة بأنه مماثل في الارتفاع إلى الببر البنغالي ولكنه يختلف في خصائص الجمجمة والفرو. يتميز بأن قواطعه وأضراسه أقصر مما هي عليه في عينات الببر البنغالي؛ ثم إن الجمجمة أصغر، حيث إن تجويف القحف أقصر هذا بالإضافة إلى إن محجر العينين متقاربين إلى حد بعيد وفي نفس الوقت متسعتين. والعظم الوجني هو أكبر. فرائها هو أخف وزناً ومصفر أكثر والكفوف، الوجه، والبطن تظهر أكثر بياضاً؛ الخطوط هي أضيق وأكثر عدداً والحافة أكثر حدة.

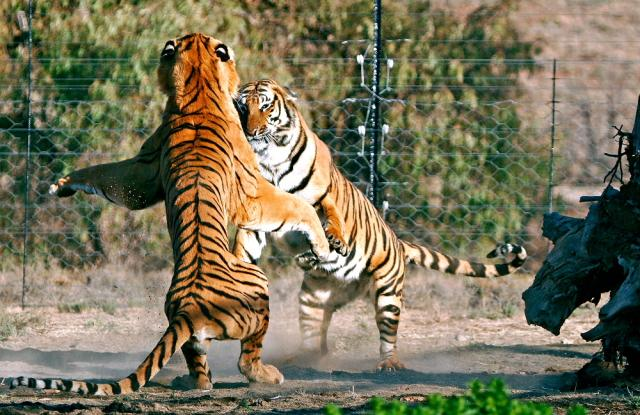
ببران جنوب صينيان من مشروع أنقذوا ببور الصين

يٌعتبر ببر جنوب الصين أصغر الببور في البر الرئيسي لآسيا لكنه وفي المقابل أكبر من الببر السومطري. يتراوح طول الذكور ما بين 230 و265 سنتيمتر (91 إلى 104 بوصة)، وتزن ما بين 130 و175 كيلو غراماً (287 إلى 386 رطلاً)، بينما الإناث أصغر بقليل، حيث يتراوح طولها بين 220 و240 سنتيمتر (87 إلى 94 بوصة)، في حين تبلغ كتلتها ما بين 100 و115 كيلوغرام (220 إلى 254 رطل). طول الذيل لا يتجاوز عادة نصف طول الرأس والجسم. طول الشعر يختلف جغرافياً. وبالنسبة لأكبر طول جمجمة موثق فإن أكبر طول جمجمة للذكور قد يترواح ما بين 318 مليمتر كحد أدنى و343 مليمتر كحد أقصى (12.5 إلى 13.5 بوصة) أما الإناث فيتراوح طول جمجمتها ما بين 273 و301 مليمتر (10.7 إلى 11.9 بوصة).

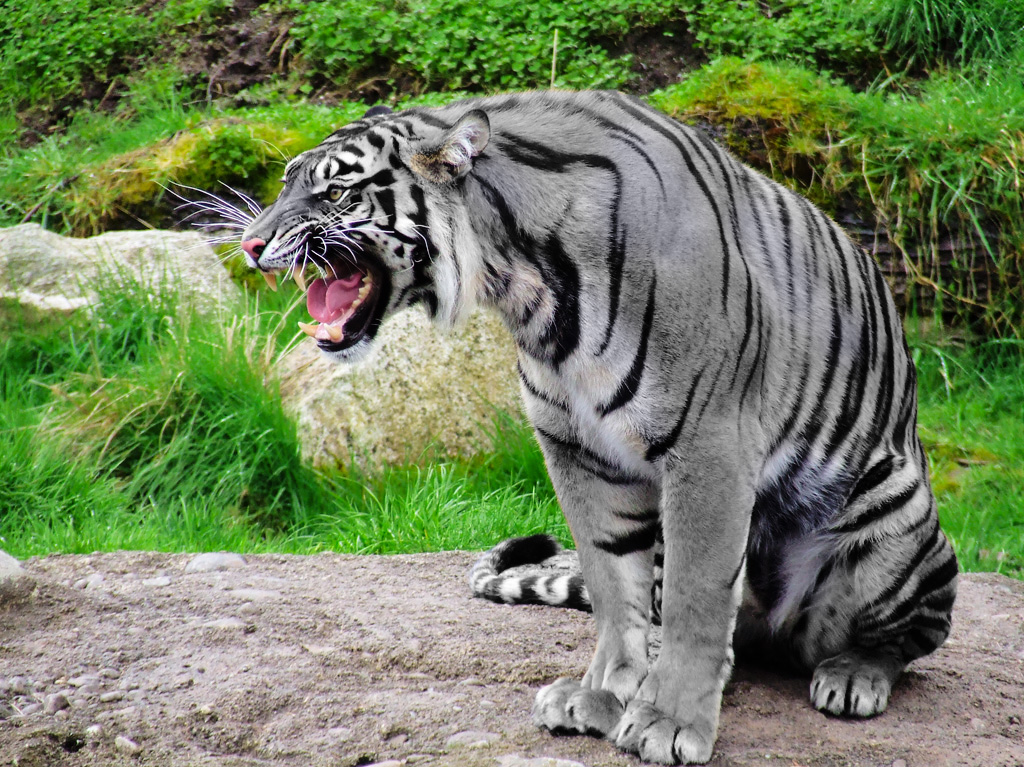
الببر المالطي أو الببر الأزرق

قام هاري كالدويل وروي تشابمان أندروز بإعلان مشاهدة لببر غير عادي أزرق اللون أو «مالطي» في حوالي سنة 1910 خارج فوزهو بمقاطعة فوجيان.

## الانتشار والموائل
الجماجم التي وصفها هيلزيمر نشأت في هانكو.
إمتد الموطن التاريخي لببر جنوب الصين على منطقة شاسعة تبلغ 2000 كيلومتر (1200 ميل) من الشرق إلى الغرب و1500 كيلومتر (930 ميل) من الشمال إلى الجنوب في الصين. ومن الشرق تراوحت بين مقاطعات جيانغشي وتشيجيانغ في حوالي 120 درجة شرقاً غرباً من خلال مقاطعات قويتشو وسيتشوان في حوالي 100 درجة شرقاً. وكان معظم الإمتداد الشمالي في منطقة جبال تشينلينغ والنهر الأصفر عند حوالي 35 درجة شمالاً إلى إمتدادها الجنوبي في مقاطعات غوانغدونغ، قوانغشي ويونان عند 21 درجة شمالاً.
من المحتمل أن تكون جمهرة ببر جنوب الصين متصلة بجمهرة الببر السيبيري من خلال ممرات في حوض النهر الأصفر خلال العصر البليستوسيني المتأخر والعصر الهولوسيني، قبل أن يقطع البشر انسياب المورثات.

### انحدار أعداد الجُمهرة
في أوائل الخمسينات، قيل إن عدد جمهرة ببر جنوب الصين يضم أكثر من 4000 فرد في البرية عندما أصبح هدفاً للحملات الحكومية واسعة النطاق لمكافحة الآ‌فات التي أصدرها ماو تسي تونغ القفزة العظيمة للأمام. وقد تزايدت آثار الصيد غير الخاضع للسيطرة عن طريق إزالة الغابات على نطاق واسع والتخفيض المحتمل في الفرائس المتاحة، وعمليات النقل واسعة النطاق للسكان الحضريين إلى المواقع الريفية مما أدى إلى تجزئة جمهرة الببور وزيادة التعرض للا‌نقراض المحلي من الأ‌حداث العشوائية. وبحلول عام 1982، بقي ما يقدر بنحو 150-200 من ببور جنوب الصين في البرية.
بحلول عام 1987، قدرت جمهرة ببور جنوب الصين الباقية بحوالي 30-40 فرداً في البرية، حتى أصبح خطر الا‌نقراض وشيكاً. خلا‌ل دراسة إستقصائية أجريت في سنة 1990، عثر على آثار ببور جنوب الصين في 11 محمية في جبال سيتشوان، وغوانغدونغ، وخونان، وجيانغشي وفوجيان، غير إن هذه البيانات لم تكن كافية لتقدير حجم الجمهرة. ولم يُلحظ أي ببور مباشرة؛ كانت الأ‌دلة تقتصر على مشاهدات المسارات، الكشوط والرؤية التي تم الإ‌بلا‌غ عنها من قبل السكان المحليين.
في سنة 2001، أُجريت دراسات ميدانية في ثمانية مناطق محمية تشمل 2,214 كيلومتراً مربعاً (855 ميلاً مربعاً) في خمس مقاطعات في جنوب وسط الصين باستخدام: الكاميرات الفخية، وتقنية نظام التموضع العالمي، ومسوحات واسعة للعلامات، ولكن لم يُعثر على أي دليل على وجود الببور. لا يمكن التحقق من البراز الذي لاحظه الفريق الميداني بشكل إيجابي على إنها من الببور. عُثر على أدلة أنواع الفرائس المحتملة للببور في خمسة مواقع.
في مطلع القرن الحادي والعشرين، ربما لا يزال هناك بعض ببور جنوب الصين على قيد الحياة في البرية؛ أبلغ السكان المحليون عن مسارات ومشاهدات في محمية جبال كيزيمي الطبيعية في مقاطعة خوبي ومدينة ييهوانغ بمقاطعة جيانغشي. وفي آيار (مايو) أبلغت الحكومة الصينية لأمانة معاهدة التجارة العالمية لأصناف الحيوان والنبات البري المهدد بالانقراض بأن ليس هناك وجود مؤكد وأعلنت عن هدف إعادة إدخال ببور جنوب الصين إلى البرية. في الثالث عشر من أيلول (سبتمبر) 2007، تم العثور على جثة لدب أسود آسيوي في مقاطعة تشنبينغ، خنان في مدينة آنكانغ التي ربما كان قد قتل عن طريق خنقه بواسطة ببر جنوب الصين، وأكل من قبل ببر جنوب الصين. وفي الخامس من تشرين الاول (أكتوبر) 2007، هاجم ببر جنوب الصين المفترض بقرة في نفس المدينة. من أجل افتراسها والغذاء بها، ورجح العلماء إن هذا الببر قد يكون فعلاً هو ببر جنوب الصين، هذا وقد حدتث هاتان الهجمتان في المدينة الصينية آنكانغ.

## السلوك والبيئة

### الحمية

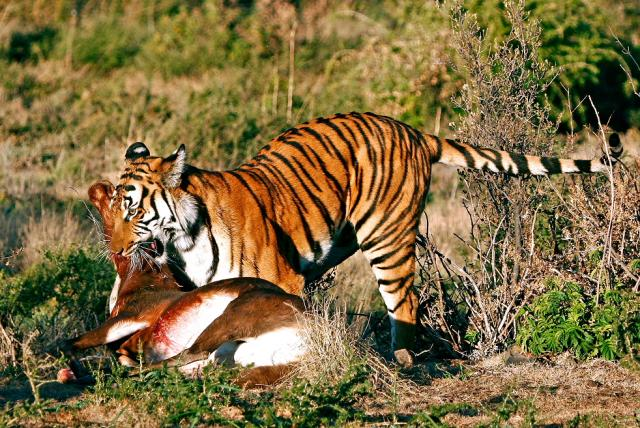
ببر من مشروع أنقذوا ببور الصين مع صيده

إن كل الببور لاحمة تلتزم أكل اللحوم، حيث تفضل أكل الحافريات الضخمة والكبيرة من حيث الحجم، كما تعتمد على نمط غذائي مميز وفي نفس الوقت مختلف ومتنوع، فتارة تتغذى على الخنزير البري، وتارة أخرى على الأيل الخنزيري، كما تفترس كل من المنتجق واللنغور الرمادي. وتشكل أنواع الفراس الصغيرة مثل النيص، والقواع والطاووس جزءاً صغيراً جداً من نظامه الغذائي. وإفترست على الماشية المستأنسة في مناطق التي يتعدى عليها البشر. في الموطن السابق لببور جنوب الصين، ربما تضمنت أنواع فرائس الببر الأخرى السيرو، والأيل المقنزع والصمبر. في غالب الأحيان، يقترب الببر من فريسته لدرجة كبيرة جدا سواء من جانبيها أو من خلفها، ثم يهاجم بعدها من خلال إستهداف العنق وخنقها حتى الموت؛ ثم يجرها بعد ذلك لمنطقته أو على الأقل منطقة خالية من باقي المفترسين، وفي بعض الأحيان تكون هذه المنطقة أبعد من مكان قتل فريسته بمئات الأمتار ثم يتغذى عليها. تؤدي طريقته في مطاردة الفرائس وإمكانياته الكبيرة في القبض عليها تجعله يوفر نمط تغذية (وليمة أو مجاعة): فهي تلتهم كل مرة ما بين 18 إلى 40 كيلوغرام من اللحم (40 إلى 88 رطل)..

### التناسل ودورة الحياة

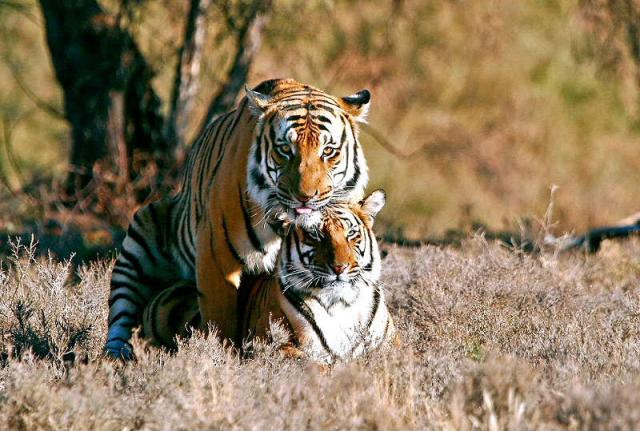
ببران جنوب صينيان ذكر وأنثى يتجامعان

تتزاوج الببور في أي وقت من السنة ولكن التزاوج هو أكثر شيوعاً من نهاية تشرين الثاني (نوفمبر) إلى النصف الأول من نيسان (أبريل). الذكور تكون مستعدة لبدء التزاوج في سن 5 سنوات والإناث في سن 4 سنوات. تُولَدْ الذرية بعد 103 أيام من التزاوج.. ويولد 3 إلى 6 صغار في العرين. يولدون عميان ويزنون بين 780 و1600 غرام (28 و56 أونصة). يتم إرضاعها على الأقل لمدة الثمانية أسابيع الأولى. الأم تعلمهم الصيد عندما يبلغون 6 أشهر من العمر. في سن 18 إلى 24 شهراً، الأشبال تتفرق عن والدتهم.

### الهجمات على البشر
إزدادت هجمات الببور آكلة البشر على البشر في جنوب الصين بشكل كبير في سلالات مينغ وتشينغ مع النمو السكاني البشري الواسع وما تبع ذلك من تعدي على مواطن الببر. ووقع حوالي 500 هجوم خلال هذه الفترة، حيث بلغ معدل تكرارها مرة واحدة في السنة تقريباً. ووفقاً للسجلات التاريخية، كل هذه الهجمات أسفرت عن وفاة عدد من عدة أشخاص إلى أكثر من 1000 شخص.
في سنة 1957، زُعم أن ببراً هاجم وقتل 32 شخصاً في مقاطعة خونان.

## الانحفاظ
في سنة 1973، صٌنفت ببور جنوب الصين على إنها مهددة بالانقراض وبشدة، وأصبحت محمية من الصيد الخاضع للرقابة. وبعد ذلك ب4 سنوات، أي سنة 1977، صٌنفت هذه الببور على إنها أصبحت مهددة تهديداً طفيفاً بالانقراض، وبالرغم من ذلك سٌنَّ قانون يمنع منعاً تاماً صيد هذه النويعة من الببور. وأصبحت محمية، وكان صيدها ممنوعاً. بعد ذلك، دخلت هذه الببور في لائحة معاهدة التجارة العالمية لأصناف الحيوان والنبات البري المهدد بالإنقراض الملحق الأول، والتي تٌحرم وتٌجرم التجارة الدولية لهذا النويعة من الحيوان. وقد حظرت جميع الدول التي تحتوي على الببر والدول ذات الأسواق الاستهلاكية التجارة المحلية أيضاً. خلال المؤتمر الرابع عشر لأعضاء معاهدة التجارة العالمية لأصناف الحيوان والنبات البري المهدد بالانقراض، الذي إنعقد سنة 2007، طالب المجتمعون بإيقاف التجارة المحلية الصينية بأعضاء الببور المُرباة خصيصاً لهذا الغرض.
قد وضعت منظمة أنقذوا ببور الصين الغير حكومية، بدعم من إدارة الدولة للغابات في الصين خطة لإعادة إدخال ببور جنوب الصين المولودين في الاسر إلى أحواز كبيرة في جنوبي الصين. الشواغل الرئيسية بشأن إعادة الإدخال هي توفر الموائل المناسبة والفريسة الكافية، وسلامة الجمهرة الأسيرة. وسوف تكون هناك حاجة للحفظ مستوى مناطق الموائل البرية واستعادة جمهرة العواشب البرية كفريسة أساسية للببر. وكان هدف المقترح النهائي هو إنشاء ما لا يقل عن ثلاث جمهرات، حيث تتألف كل جمهرة كحد أدنى من 15-20 ببور يعيشون في مساحة لا تقل عن 1000 كيلومتر مربع (390 ميل مربع) من الموائل الطبيعية. وأجريت دراسات إستقصائية وحلقات عمل ميدانية تعاونية لتحديد مناطق الاسترجاع المناسبة.

### في الأَسر

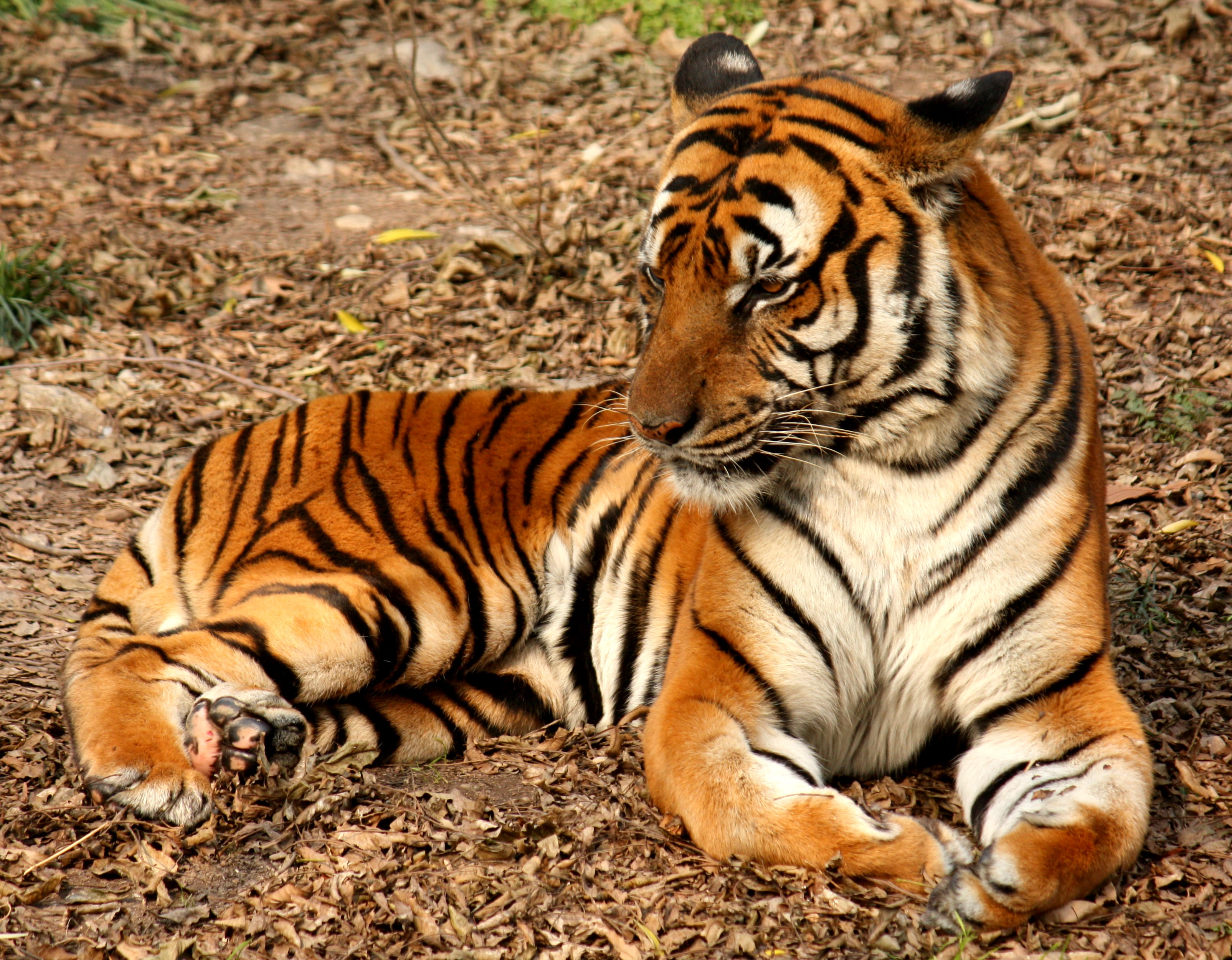
ببر في حديقة حيوانات شانغهاي

ابتداءً من شهر آذار (مارس) من سنة 1986، قامت 17 حديقة حيوانات في الصين بحضن ما مجموعه 40 مولود نقي من ببور جنوب الصين، من بينهم 23 من الذكور و14 من الإناث في حين لم يتم تحديد جنس 3 آخرين، لم يكن أي منها من المواليد البرية. وكان كل من الجيل الثالث أو الرابع من أحفاد ببرة برية واحدة من فوجيان وخمسة ببور من قويتشو. ومن المشاكل البارزة التي لاحظها علماء هذا المجال وجود مشاكل في نسبة توزيع الجنس الغير متكافئة في هذه النويعة من الببور، حيث هناك أغلبية ساحقة للذكور مقابل العدد القليل نسبياً للإناث. والتزاوج غير السليم. في سنة 2005، كانت الجُمهرة الاسيرة من ببور جنوب الصين تتألف من 57 فرداً ظهرت عليهم علامات التوالد الداخلي، بما في ذلك انخفاض التنوع الجيني وانخفاض معدل التكاثر الناجح. وفي عام 2007، كانت الجمهرة الاسيرة العالمية تتألف من 72 فرداً؛ هناك عدد قليل من ببور جنوب الصين الأسيرة خارج الصين. ويبدو إن القليل منها هو ببور جنوب الصين «نقية» حيث توجد أدلة جينية على التهجين مع النويعات الأخرى. في عام 2019، كان هناك ما يقدر بنحو 150 ببر جنوب الصين في الأسر في الصين. 144 منها كانت جزءاً من برنامج التربية والإدارة الذي تحتفظ به الرابطة الصينية لحدائق الحيوان منذ سنة 1994، خمسة منها كانت في مقاطعة قويتشو وواحد في مقاطعة فوجيان.
ولد شبل واحد في محمية خاصة تعرف باسم محمية وادي لاوهو في جنوب أفريقيا في نوفمبر سنة 2007، وهو الأول الذي ولد خارج الصين. ومنذ ذلك الحين، ولدت العديد من الأشبال. واعتباراً من سنة 2016، كان لدى محمية وادي لاوهو 19 فرداً.
تم إدخال ببور جنوب الصين الأسيرة في كتاب تسجيل مركزي. قبل إنشاء كتاب التسجيل، كان يُعتقد إن عدد الببور الأسيرة صغير للغاية ويفتقر إلى التنوع الجيني بحيث لا يسمح بنجاح أي برنامج لإعادة إكثارها، ولكن منذ بداية التسجيل المركزي، تم تحديد المزيد من تلك الببور في حدائق الحيوان عبر الصين.

## الإعادة إلى الحياة البريَّة

### المنشأ
كلمة ريوايلدينغ "rewilding" صيغت من قبل المحافظ والمدير السابق للواحم لمتنزه بيلانسبرغ الوطني، غاس فان دايك في عام 2003. فان دايك، الذي في محاولة للعثور على الترجمة الأنسب للمصطلح الصيني "Yě-huà" (تعني في البرية باللغة العربية) (بالصينية: 野化)، إختار وإعتمد مصطلح ريوايلدينغ "rewilding" (إعادة إلى الحياة البرية) لوصف مشروع أنقذوا ببور الصين لإعادة ببور جنوب الصين إلى البرية. ومنذ ذلك الحين، اُستخدم مصطلح ريوايلدينغ "rewilding" على نطاق واسع في منظمات الحياة البرية في جميع أنحاء العالم.

### مشروع إعادة الحياة البرية فيجنوب إفريقيا

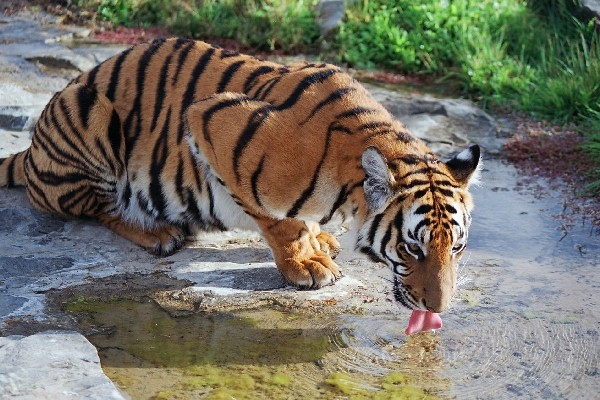
ببراً في الأسر

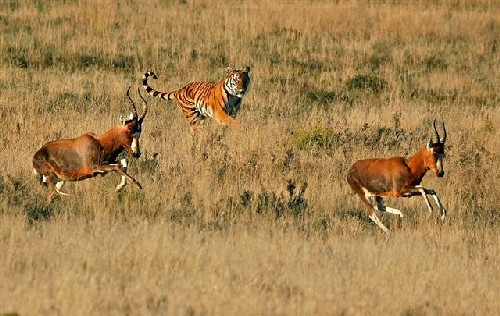
ببر جنوب الصين يطارد اثنين من حيوانات الثَيْتَل الأَغَرّ

قامت منظمة أنقذوا ببور الصين، بالتعاون مع مركز الابحاث للحياة البرية التابع لإدارة الدولة للغابات في الصين والببور الصينية لجنوب أفريقيا، إتفاقاً حول إعادة إدخال الببور الصينية إلى البرية. ويدعو الاتفاق الذي تم توقيعه في بكين في 26 نوفمبر 2002 إلى إقامة نموذج لحماية الببور الصينية من خلال إنشاء محمية تجريبية في الصين حيث سيتم إعادة إدخال الحياة البرية المحلية بما في ذلك ببر جنوب الصين. تهدف منظمة أنقذوا ببور الصين إلى إعادة ببر جنوب الصين المهدد بالانقراض بشدة إلى البرية عبر جلب عدد قليل من الأفراد المولودة في الأسر إلى محمية خاصة في مقاطعة الولاية الحرة في جنوب أفريقيا لتدريبها على إعادة توطينها حتى يتمكنوا من استعادة غرائز الصيد لديها. وفي نفس الوقت، ستقام محمية تجريبية في الصين. بمجرد أن تصبح جاهزة، سيطلق سراح ذرية الببور المدربة هناك، بينما ستبقى الحيوانات الأصلية في جنوب أفريقيا لمواصلة التكاثر.

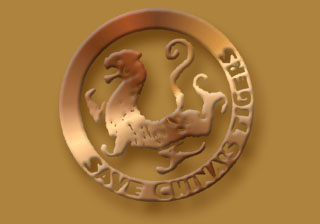
شعار منظمة أنقذوا ببور الصين

السبب الذي أختيرت جنوب أفريقيا هو لإنها قادرة على توفير المهارة والموارد، الأراضي والطرائد لببور جنوب الصين. ومنذ ذلك الحين نجحت ببور جنوب الصين في المشروع في استعادتها إلى البرية بنجاح وأصبحت قادرة تماما على الصيد والبقاء على قيد الحياة من تلقاء نفسها. وقد حقق هذا المشروع أيضاً نجاحاً كبيراً في تكاثر ببور جنوب الصين هذه المعادة إلى البرية وقد ولد 14 جرواً في المشروع، نجا 11 منهم. سيكون هؤلاء الأشبال من الجيل الثاني قادرين على تعلم مهارات البقاء على قيد الحياة من أمهاتها المعاد توطينها بنجاح مباشراً. وكان من المأمول إنه في سنة 2012 الجيل الثاني من الببور المولودين في محمية وادي لاوهو يمكن أن يطلقوا في البرية.

### ردود الفعل على المشروع
عبر المحافظون عن البيئة عن تحفظاتهم على المشروع. يقول الصندوق العالمي للطبيعة إن المال ينفق في المكان الخطأ وإن الببر السيبيري لديه فرصة أفضل للبقاء على قيد الحياة. أكد العلماء دور إعادة الحياة البرية للجمهرة الاسيرة لأنقذوا ببور الصين. وعقدت ورشة عمل في تشرين الأول (أكتوبر) 2010 في محمية وادي لاوهو في جنوب أفريقيا لتقييم التقدم المحرز في إعادة توطين وإعادة الحياة البرية لأنقذوا ببور الصين. وكان من بين الخبراء الحاضرين الدكتور بيتر كراوشاو من المركز الوطني للبحث وحماية الثدييات آكلة اللحوم، سيناب/إكمبيو، والدكتور غاري كولر، والدكتور لوري ماركر من صندوق الحفاظ على الفهد، والدكتور جيم ساندرسون من مؤسسة الحفاظ على القطط الصغيرة، والدكتور نوبويوكي ياماغوتشي من قسم العلوم البيولوجية والبيئية في جامعة قطر، والدكتور جي. أل. ديفيد سميث من جامعة منيسوتا، وعلماء الحكومة الصينية، فضلا عن ممثلين عن أنقذوا ببور الصين.
ولدت الببور المعنية في ظروف الاسر، في أقفاص ملموسة، ووالديهم جميعهم حيوانات أسيرة التي غير قادرة على الحفاظ على أنفسهم بشكل طبيعي في البرية. وقد أرسلت الأشبال إلى جنوب أفريقيا كجزء من مشروع أنقذوا ببور الصين لإعادة الحياة البرية وضمان استعادتها المهارات الضرورية اللازمة للمفترس للبقاء على قيد الحياة في البرية. أكدت نتائج ورشة العمل على أهمية دور مشروع أنقذوا ببور الصين في حماية الببر. وقال الدكتور ديفيد سميث: «بعد أن رأيت الببور تصطاد في بيئة مفتوحة في محمية وادي لاوهو، أعتقد إن هذه الببور المعاد توطينها لديها المهارة للإصطياد في أي بيئة». وعلا‌وة على ذلك، إستعادت أنقذوا ببور الصين موطنها الطبيعي في الصين وجنوب أفريقيا خلا‌ل محاولتها إعادة توطين ببور جنوب الصين إلى البرية. يبدو إن هدف إعداد الببور الأ‌سرية لإ‌دخالها في المواطن البرية في الموطن السابق سيكون ممكناً في المستقبل القريب.

## ادعاءات الصور
في عام 2007، إدعى قروي من إقليم شنشي الصيني إنه قد خاطر بحياته بأخذ أكثر من 30 صورة رقمية لببر. وقد دعمت إدارة الغابات في إقليم شنشي هذا الإدعاء في مؤتمر صحفي.
أثارت الصور شكوكا، حيث أعرب الكثيرون عن شكوكهم حول صحتها. في تشرين الثاني (نوفمبر) سنة 2007، ما زالت إدارة الغابات في إقليم شنشي تؤمن بشدة بإن ببور جنوب الصين البرية موجودة في الإقليم. ومع ذلك، في شباط (فبراير) سنة 2008، أصدرت إدارة الغابات في إقليم شنشي اعتذاراً، لتصريحاتهم المُعَدَة سابقاً ولكن دون التنصل من صحة الصور، كتبوا: أصدرنا باقتضاب اكتشاف ببور جنوب الصين دون دليل حقيقي، مما يعكس إسلوبنا المتخبط والانضباط الضعيف."
في حزيران (يونيو) سنة 2008، أعلنت السلطات إن جميع الصور المنشورة ثبت إنها مزورة، وتم معاقبة الضباط المعنيون وتم اعتقال المصور المزعوم للاشتباه في حدوث إحتيال. وإنتهت الفضيحة بشكل رسمي.

## معرض الصور

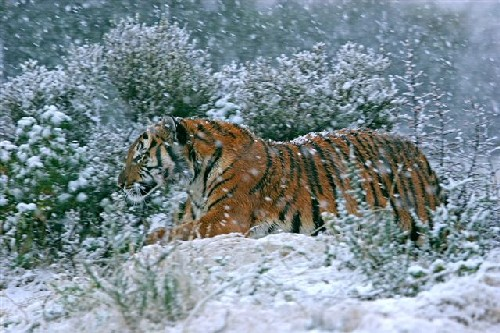
خيثمة في الشتاء
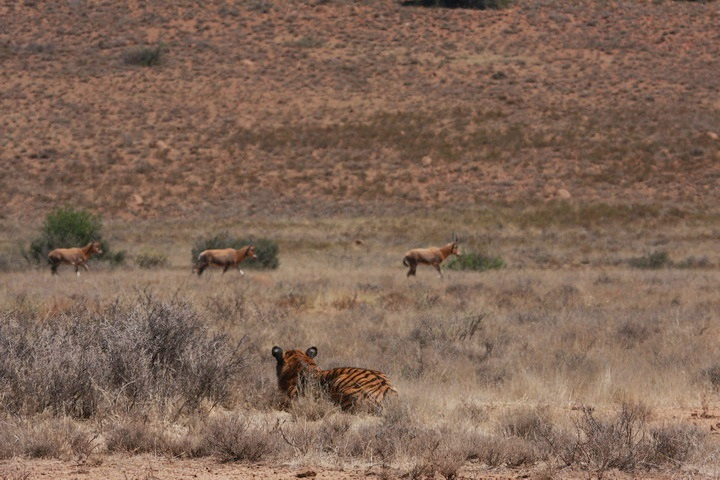
ببر يستعد للصيد
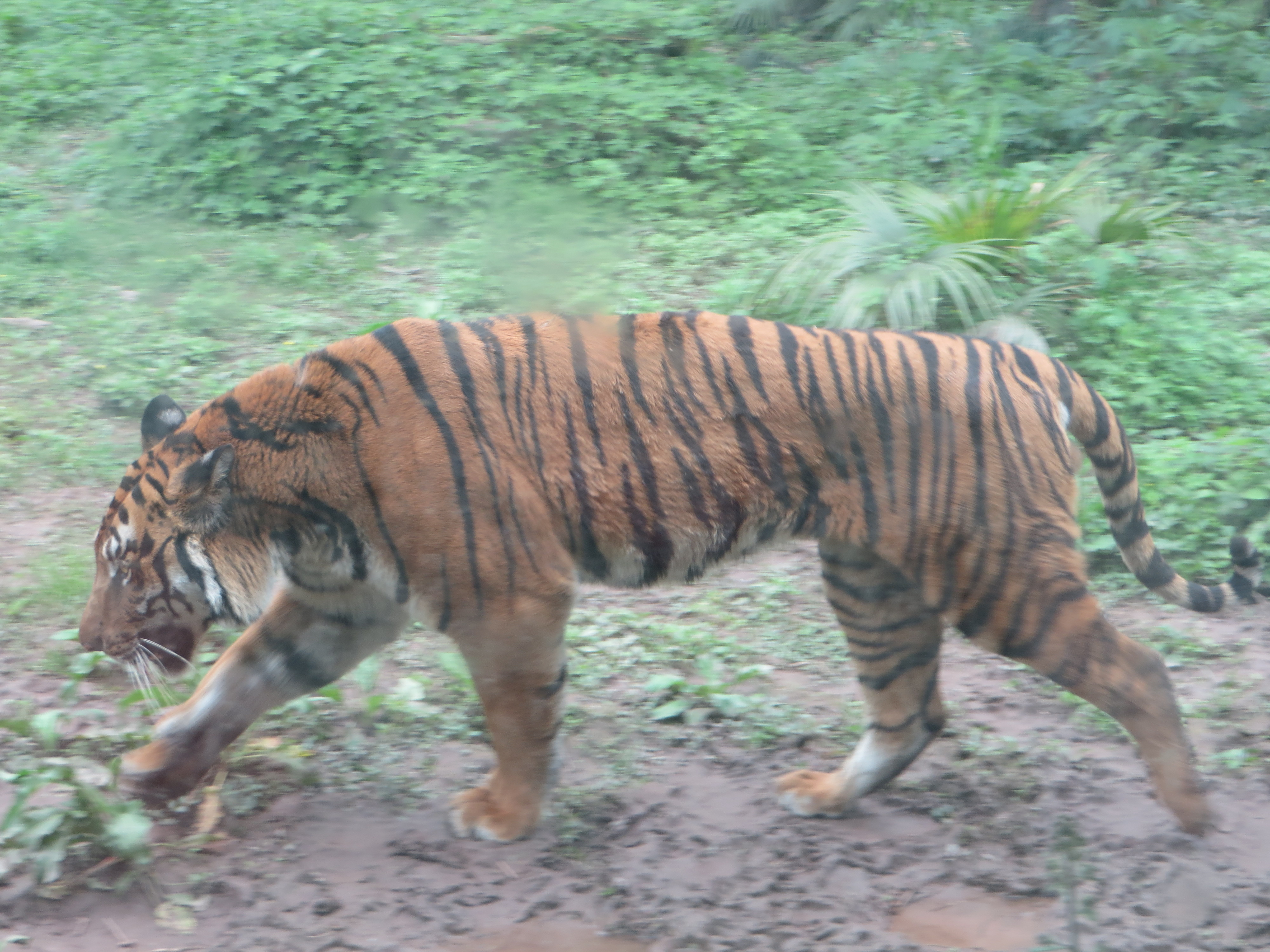
ببر في حديقة حيوان شونجكين

## اُنظر ايضاً
- جُمهرات الببور

- ببر بنغالي
- ببر بورنيوي
- ببر قزويني
- ببر الهند الصينية
- ببر ملاوي
- ببر سيبيري

- - ببور ما قبل التاريخ: ببر نغاندونغ
  - ببر ترينل
  - ببر وانشين

## الملاحظات
1. ↑  تلفظ حديقة حيوانات شانگهاي

## وصلات خارجية
- صورة الأنواع الببر وصورة قصيرة ببر جنوب الصين؛ الاتحاد الدولي لحفظ الطبيعة/لجنة الأنواع الباقية المجموعة المتخصصة في القطط
- صفحة أنقذوا ببور الصين الرئيسية، معلومات تتعلق بمشروع إعادة توطينها في الحياة البرية
- مقطع فيديو لصيد ببر جنوب الصين النادر، الخيثمة في هذا الفيديو من مشروع أنقذوا ببور الصين وإعادة توطينها في الحياة البرية
- مقال ناشيونال جيوغرافيك يوثق مشروع أنقذوا ببور الصين